# Saki à nez blanc
Chiropotes albinasus
Espèce
Répartition géographique
Statut de conservation UICN

 EN  : En danger
Le saki à nez blanc (Chiropotes albinasus) est une espèce de primate platyrrine appartenant à la famille des Pitheciidae et qui habite l'Amazonie brésilienne. Des cours d'eau le séparent du territoire bolivien, où il ne vit pas.
L'espèce se caractérise par la couleur rose vif de sa peau nasale. Ce saki est diurne et arboricole ; il habite les parties denses et inondables de la jungle amazonienne. Il se nourrit principalement de fruits et de graines ; les dents sont adaptées pour briser l'écorce des graines.
L'espèce inscrite sur la Liste rouge de l'UICN est considérée comme en voie de disparition et est inscrite à l'Annexe I de la CITES.

## Répartition et habitat
L'espèce habite la forêt amazonienne brésilienne au sud du cours de l'Amazone entre les fleuves Madère et Xingu. On le trouve le plus souvent dans les forêts des plaines inondables, dans les grands arbres et à l'écart des courants fluviaux, où il a tendance à occuper la canopée. Parfois, il se trouve dans une jungle dense et inondée.

## Description
Les mâles pèsent en moyenne 3,1 kg et les femelles 2,5 kg. La longueur de la tête et du corps est d'environ 42 cm chez les mâles et 38 cm chez les femelles. Son nom commun et scientifique est dû à la teinte de la peau du nez des spécimens conservés. Chez les animaux vivants, la peau nasale est rose vif avec une fourrure blanche et le pelage est noir. C'est la seule espèce de chiropotes à avoir une peau nasale de cet aspect. Il a une longue queue, recouverte d'une fourrure dense, non préhensile et qu'il utilise pour s'équilibrer.

## Comportement
L'espèce est diurne et arboricole ; elle se déplace à travers le couvert forestier dans une position quadrupède. Les sakis à nez blanc vivent en groupes de 18 à 30 individus, qui se déplacent à la recherche de nourriture. Leur alimentation est principalement composée de fruits, de graines et, dans une moindre mesure, d'insectes. Un régime alimentaire a été documenté dans certains sites, dont la proportion varie en fonction de la disponibilité de la nourriture, du site et de la saison. Ce singe est spécialisé dans la recherche de graines et son alimentation est largement composée de fruits : dans certains endroits, jusqu'à 90%, dans la Floresta Nacional do Tapajós, jusqu'à 48% de l'alimentation est constituée de graines immatures suivies de pulpe de fruits avec 39%. Les dents sont particulièrement adaptées pour briser l'écorce des graines qui servent de nourriture.
Le Saki à nez blanc atteint sa maturité sexuelle à 4 ans. Au moment du rut, la femelle a la vulve qui devient rouge vif et elle marche avec la queue droite afin d'attirer l'attention des mâles. Les femelles donnent naissance à un seul petit par an ; la gestation dure environ 5 mois et la plupart des naissances ont lieu entre février/mars et août/septembre.

## Menaces et conservation
L'espèce figurant sur la Liste rouge de l'UICN est considérée comme menacée, du fait d'un déclin de population estimé de 50% au cours des trois dernières générations (30 ans). Elle est inscrite à l'Annexe I de la CITES. Au Brésil, elle est protégée par une législation qui interdit la capture, la vente et l'exportation de l'espèce. Son aire de répartition comprend deux réserves : le parc national d'Amazonie et la Floresta Nacional do Tapajós. La route transamazonienne divise l'aire de répartition de l'espèce dans une direction nord-sud. Récemment, cette route a favorisé la colonisation humaine dans les régions situées au nord du Mato Grosso et, par conséquent, la déforestation pour créer des zones de culture qui favorisent la fragmentation de leur habitat et leur capture comme source de nourriture et parfois pour leur queue.